# Flims
Flims és un municipi del cantó dels Grisons (Suïssa), situat al districte d'Imboden.

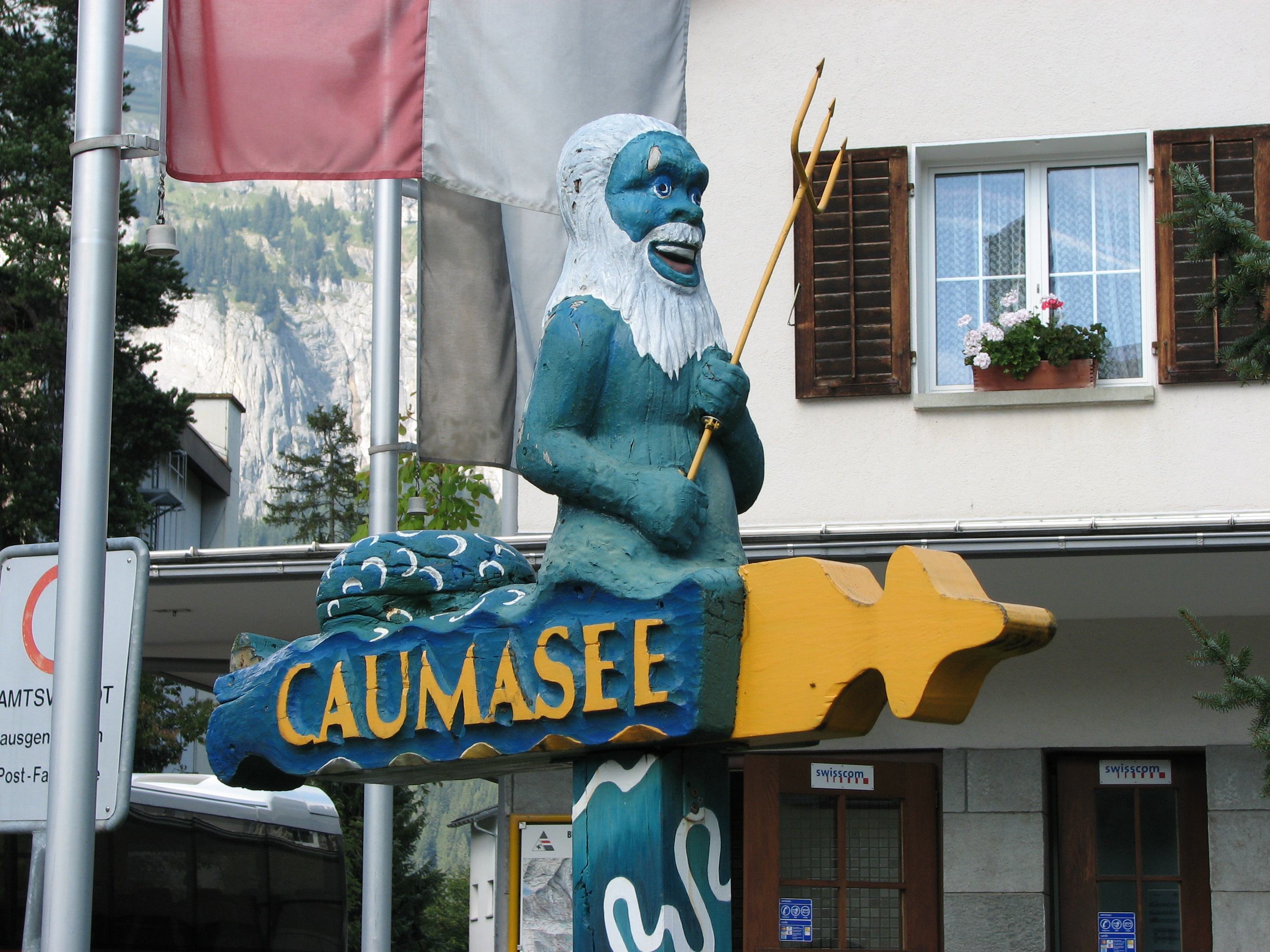
Cartell de Caumasee